# Acords de Schengen
Els Acords de Schengen són uns acords signats el 1985 i 1990 per diversos estats europeus per tal de suprimir de manera progressiva els controls en les fronteres interiors (entre aquests estats). El seu objectiu és garantir la lliure circulació de béns, serveis, capitals, treballadors i viatgers.
L'Acord original se signà a la localitat luxemburguesa de Schengen el 14 de juny de 1985, per cinc dels deu estats membres de la llavors Comunitat Econòmica Europea: Bèlgica, França, la RFA, els Països Baixos, i Luxemburg. El 1990 fou complementat amb la Convenció de Schengen, que ja establia l'abolició de les fronteres interiors, i una política comuna de visats.
Els acords, que van entrar en vigor el març de 1995, estableixen un espai comú —denominat espai Schengen— pel qual pot circular lliurement tota persona que hagi entrat regularment per una frontera exterior o que resideixi en un dels estats que apliquen el Conveni. Els acords es van aplicar inicialment a Alemanya, Bèlgica, Espanya, França, Itàlia, Luxemburg, els Països Baixos i Portugal. Posteriorment s'hi han anat afegint la major part dels altres estats de la Unió Europea (amb excepcions com el Regne Unit i la República d'Irlanda, que només hi participen parcialment), a més d'Islàndia, Liechtenstein, Noruega i Suïssa. Alguns micro-estats europeus, sense ser-ne membres, hi pertanyen de facto.
Originalment, els Acords i les seves regles s'aplicaven independentment de la Unió Europea, fins que foren incorporats al corpus legislatiu de la Unió pel Tractat d'Amsterdam, i consegüentment, des del 1999 els nous estats membres de la UE han d'integrar-se també a l'Espai Schengen. Aquest espai Schengen engloba actualment més de 400 milions d'habitants sobre una superfície de 4.312.099 km².
Les normes de l'espai Schengen impliquen, a més de l'eliminació dels controls a les fronteres internes i el seu reforçament a les fronteres exteriors, l'establiment d'una política comuna sobre l'estada temporal de les persones (com el visat Schengen), i la col·laboració transfronterera policial i judicial. Els estats que s'hi adhereixen han de garantir que estan preparats per aplicar les regles Schengen. La seva adaptació és avaluada mitjançant un qüestionari i visites dels experts de la Unió prèviament a la seva incorporació efectiva.

## Estats membres
Els estats incorporats als Acords de Schengen són:

L'espai Schengen

|  | Estat           | Àrea (km²) | Signat     | Entrada en vigor     | Territoris exceptuats |
|  | --------------- | ---------- | ---------- | -------------------- | --- |
|  | Alemanya        | 357.050    | 14-06-1985 | 26-03-1995b          | |
|  | Àustria         | 83.871     | 28-04-1995 | 01-12-1997           | |
|  | Bèlgica         | 30.528     | 14-06-1985 | 26-03-1995           | |
|  | Bulgària        | 110.993    | 01-01-2007 | 01-01-2025           | |
|  | Croàcia         | 56.594     | 10-11-2022 | 01-01-2023           | |
|  | Dinamarca       | 43.094     | 19-12-1996 | 25-03-2001           | Groenlàndia Illes Fèroe |
|  | Eslovàquia      | 49.037     | 01-05-2004 | 21-12-2007           | |
|  | Eslovènia       | 20.273     | 01-05-2004 | 21-12-2007           | |
|  | Espanya         | 506.030    | 25-06-1992 | 26-03-1995           | |
|  | Estònia         | 45.226     | 01-05-2004 | 21-12-2007           | |
|  | Finlàndia       | 338.145    | 19-12-1996 | 25-03-2001           | |
|  | França          | 674.843    | 14-06-1985 | 26-03-1995           | Guadeloupe Guaiana Francesa Illa de la Reunió Martinica Mayotte Polinèsia Francesa Saint-Pierre i Miquelon Terres Australs i Antàrtiques Franceses Wallis i Futuna |
|  | Grècia          | 131.990    | 06-11-1992 | 26-03-2000           | Atos |
|  | Hongria         | 93.030     | 01-05-2004 | 21-12-2007           | |
|  | Islàndiac       | 130.000    | 19-12-1996 | 25-03-2001           | |
|  | Itàlia          | 301.318    | 27-11-1990 | 26-10-1997           | Livigno |
|  | Letònia         | 64.589     | 01-05-2004 | 21-12-2007           | |
|  | Lituània        | 65.303     | 01-05-2004 | 21-12-2007           | |
|  | Liechtensteinc  | 160        | 28-02-2008 | 19-12-2012           | |
|  | Luxemburg       | 2.586      | 14-06-1985 | 26-03-1995           | |
|  | Malta           | 316        | 01-05-2004 | 21-12-2007           | |
|  | Noruegac        | 385.155    | 19-12-1996 | 25-03-2001-          | Bouvet Svalbard Terra de la Reina Maud |
|  | Països Baixos   | 41.526     | 14-06-1985 | 26-03-1995           | Antilles Neerlandeses Aruba |
|  | Polònia         | 312.683    | 01-05-2004 | 21-12-2007           | |
|  | Portugal        | 92.391     | 25-06-1992 | 26-03-1995           | |
|  | Romania         | 238.397    | 01-01-2007 | 01-01-2025           | |
|  | Suècia          | 449.964    | 19-12-1996 | 25-03-2001           | |
|  | Suïssac         | 41.285     | 16-10-2004 | 12-12-2008           | |
|  | República Txeca | 78.866     | 01-05-2004 | 21-12-2007           | |
|  | Xipre           | 9.251      | 01-05-2004 | prevista per al 2016 | República Turca de Xipre del Nord |

aNomés aplica les normes de cooperació policial i judicial.
bL'Alemanya de l'est es reunificà amb l'Alemanya de l'oest, i entrà a formar part dels acords de Schengen, el 3 d'octubre de 1990.
cEstat associat amb les activitats Schengen de la Unió Europea que no n'és membre, i on s'apliquen les normes Schengen.

## Història

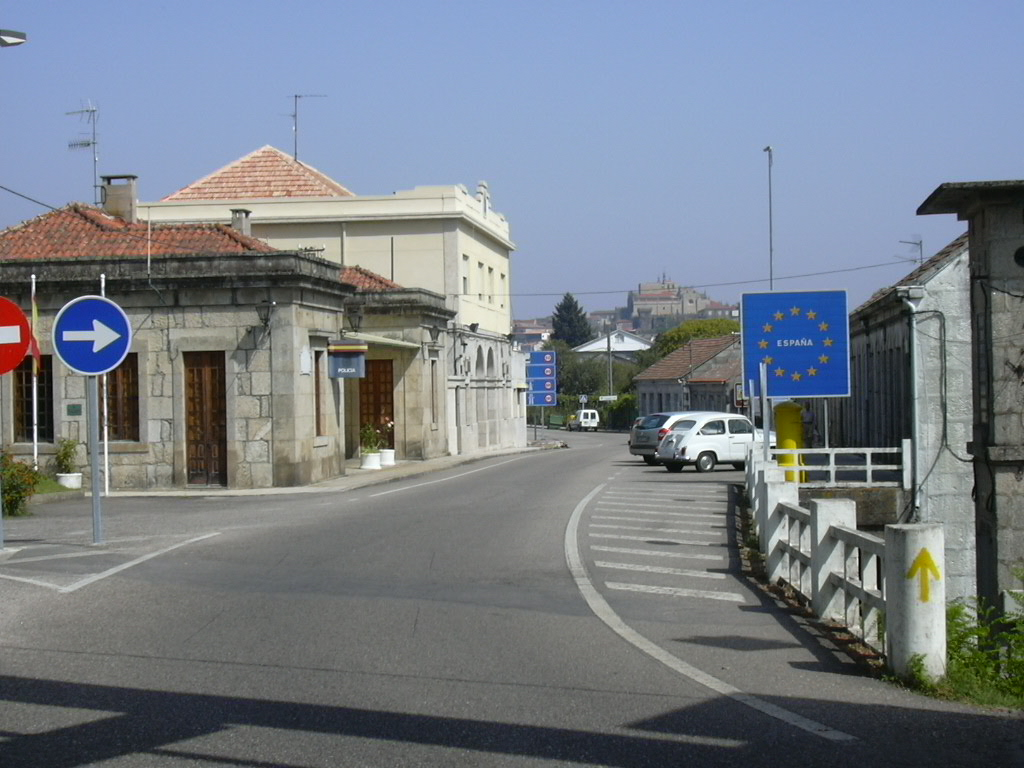
Un simple senyal indica l'entrada a Espanya des de Portugal, pels municipis de Tui (Pontevedra) i Valença (Viana do Castelo).

A inicis de la dècada de 1980 es va produir un debat en el si de l'aleshores Comunitat Econòmica Europea (CEE) sobre l'abast del principi de la lliure circulació de persones. Alguns estats membres creien que se n'havien de beneficiar únicament els ciutadans de la CEE, mentre d'altres desitjaven estendre-la també als nacionals de països tercers, fent així innecessaris els controls fronterers entre estats membres. En vista de la impossibilitat d'assolir un acord, cinc estats (Alemanya Occidental, França, Bèlgica, Luxemburg i els Països Baixos) van decidir crear un territori sense fronteres. Aquesta decisió es va traduir en la signatura dels Acords, el 14 de juny de 1985 a la localitat Schengen, un municipi de Luxemburg de 500 habitants a la frontera amb França i Alemanya.
Seguidament es va elaborar el conveni d'aplicació dels Acords de Schengen, que completa els Acords i defineix les condicions i les garanties d'aplicació d'aquesta lliure circulació. El conveni el van signar el 19 de juny de 1990 els mateixos estats membres i no va entrar en vigor fins al 26 de març de 1995.
Els Acords i el conveni, la normativa adoptada sobre la base de tots dos texts i els acords connexos conformen el Patrimoni de Schengen.
Els anys anteriors a la signatura del Tractat d'Amsterdam el 1997, els estats membres restants de la Unió Europea, tret del Regne Unit i Irlanda, varen signar protocols d'adhesió al conveni de Schengen: Itàlia, el 27 de novembre de 1990, Espanya i Portugal el 25 de juny de 1991, Grècia el 6 de novembre de 1992, Àustria el 28 d'abril de 1995, i Dinamarca, Finlàndia i Suècia el 19 de desembre de 1996.
Tanmateix, la incorporació efectiva d'Àustria i Itàlia es va veure endarrerida per les seves especificitats: en el cas d'Àustria per la llargària de les seves fronteres amb antics estats comunistes i, en el d'Itàlia, per la vulnerabilitat de les seves costes a la immigració il·legal des d'Àfrica del Nord, Àsia i els Balcans. Finalment, un cop validats els seus procediments, els dos Estats van ser admesos l'any 1997, més d'un any i mig després que els països originals.
Des de l'entrada en vigor del Tractat d'Amsterdam el 1999, els Acords de Schengen estan integrats en el marc institucional i jurídic de la Unió Europea en virtut d'un protocol annex a aquest tractat. La inclusió dels Acords de Schengen en el dret comunitari ha tingut algunes conseqüències destacables:
- Els nous estats membres de la UE tenen l'obligació d'aplicar la totalitat dels Acords.
- L'Espai Schengen resta sotmès a control parlamentari i jurisdiccional, garantint així un control democràtic i posant a la disposició dels ciutadans recursos judicials quan es qüestionen els seus drets (Tribunal de Justícia o òrgans jurisdiccionals nacionals, segons els àmbits).[4]
- Els països signataris que no són membres de la UE han vist limitada, a la pràctica, la seva capacitat d'influir en la presa de decisions.

En virtut d'aquest protocol, doncs, participen en la cooperació Schengen els països que van entrar a la Unió Europea l'1 de maig de 2004: Xipre (que n'aplica les normes només parcialment), Estònia, Hongria, Letònia, Lituània, Malta, Polònia, Eslovènia, Eslovàquia i la República Txeca.
L'1 de gener de 2023 Croàcia entrà a formar part l'espai Schengen i l'1 de gener de 2025: Romania i Bulgària.
D'altres tercers països, no membres de la Unió Europea, han signat amb la UE acords d'adhesió als Acords de Schengen: Noruega i Islàndia el 19 de desembre de 1996, Suïssa el 26 d'octubre de 2004 i Liechtenstein el 28 de febrer de 2008.
A més, l'espai Schengen comprèn de facto diversos microestats que mantenen les seves fronteres obertes o semiobertes amb els Estats membres de l'espai Schengen.

### Regne Unit i Irlanda

Estats membres de la UE que participen en Schengen
Estats membres de la UE que no hi participen, però obligats a fer-ho
Estats membres de la UE que no participen en Schengen
Estats no membres de la UE que participen en Schengen
Estats no membres de la UE que hi participen de facto
Estats no membres de la UE amb fronteres obertes

Al moment de l'ampliació del 2004, el Regne Unit i Irlanda eren els únics Estats membres de la Unió que no havien signat els acords de Schengen. Tots dos Estats comparteixen la Common Travel Area (zona de desplaçament comuna) que permet la lliure circulació dels seus ciutadans entre Irlanda, el Regne Unit i les dependències de la Corona (Jersei, Guernesey i l'illa de Man). D'altra banda, el Regne Unit considera que, en el cas d'una illa, el control de passaports a les fronteres és el mitjà més eficaç i menys intrusiu per impedir la immigració il·legal mentre que els mapes d'identitat, els permisos de residència o la inscripció als registres dels serveis policials són més escaients per als estats amb una frontera terrestre extensa i permeable. Pel que fa a Irlanda, no s'ha acollit als acords de Schengen perquè això convertiria les fronteres amb el Regne Unit (especialment amb Irlanda del Nord) en fronteres externes.
En les negociacions del Tractat d'Amsterdam, Irlanda i el Regne Unit van obtenir una clàusula d'exempció (opting out) respecte als punts del tractat que integren el Patrimoni de Schengen en el dret comunitari. La clàusula d'exempció els permet tanmateix demanar de participar en certs aspectes de l'experiència de Schengen, en el marc del protocol pertinent i amb l'aprovació dels Estats membres de l'espai Schengen. Així, el Regne Unit participa des del 2005 a certes disposicions relatives a la col·laboració judicial i a la policia i Irlanda està en procés de fer-ho.

### Islàndia i Noruega
Aquests dos països pertanyen, juntament amb Suècia, Finlàndia i Dinamarca, a la Unió Nòrdica de Passaports que va suprimir els controls a les seves fronteres comunes. Islàndia i Noruega participen en l'aplicació dels Acords de Schengen des del 19 de desembre de 1996. Encara que sense tenir dret de vot en el Comitè executiu de Schengen, tenien la possibilitat d'expressar dictàmens i formular propostes. Per perllongar aquesta Associació, es va signar l'Acord sobre l'associació d'Islàndia i Noruega a l'execució, aplicació i desenvolupament del patrimoni de Schengen, basat en la Decisió del Consell 1999/439/CE de 17 de maig de 1999, entre Islàndia, Noruega i la UE el 18 de maig de 1999.

### Xipre
Encara que Xipre va entrar a la Unió l'any 2004 l'aplicació dels acords de Schengen s'ha endarrerit a causa de l'ocupació turca del nord de l'illa i de l'existència de les bases sobiranes, que es troben fora de la Unió. En ambdós casos, s'ha prioritzat mantenir les fronteres permeables per no causar perjudicis als habitants de la zona turca o als xipriotes residents a les bases. Tanmateix, el desembre de 2011 el govern xipriota va decidir iniciar el procés per sotmetre's a l'avaluació de la Comissió el desembre de 2013, amb mires a aplicar els acords durant el 2016.

### Excepcions en territoris dels estats membres
Certs territoris dels Estats membres no apliquen la convenció de Schengen. Es tracta principalment de territoris fora d'Europa (o d'illes europees poc comunicades amb el continent).
Els departaments d'ultramar francesos de la Guaiana, de Guadalupe, de Martinica, i de la Reunió, i la col·lectivitat de Saint-Martin, que pertanyen a la Unió, i el de Mayotte, que en farà part el 2014, no són a l'espai Schengen. Els altres territoris francesos d'ultramar són fora tant de la Unió europea com de l'espai Schengen.
Els territoris neerlandesos del Carib, alguns dels quals tenen estatus de municipis dels Països Baixos i d'altres d'estats autònoms, es troben fora la Unió i de l'Espai Schengen, de forma que els viatgers són sotmesos a controls fronterers.
El Svalbard és part de Noruega i té un estatut especial en dret internacional, però no pertany a Schengen. Encara que sigui difícil d'accedir-hi des de territoris no Schengen, la frontera entre el Svalbard i Noruega ha estat considerada com a exterior. En canvi, l'illa noruega de Jan Mayen és coberta per l'acord.
Els territoris danesos de Groenlàndia i dels illes Fèroe no pertanyen ni a la Unió europea ni a l'espai Schengen, encara que les illes Fèroe formen part de la Unió nòrdica de passaports. El visat danès no hi és automàticament vàlid, ni s'hi apliquen els acords de lliure circulació i establiment de persones, serveis i capitals. No obstant, els viatgers entre aquestes illes i els Estats de Schengen no són sotmesos a controls fronterers.
Finalment, la província grega del Mont Atos pertany a l'espai Schengen tot i que cal un permís especial entrar-hi i les dones hi tenen l'accés prohibit en qualsevol circumstància.

### Estatus dels microestats europeus
Els micro-estats europeus (San Marino, el Vaticà, Mònaco, Liechtenstein i Andorra) no formen part de la Convenció de Schengen i doncs de l'espai Schengen, per consegüent, no poden lliurar visat (a l'excepció de Mònaco).
San Marino i el Vaticà són estats enclavats a Itàlia, i de facto estan integrats a l'espai Schengen, ja que les seves fronteres amb Itàlia són obertes. A San Marino, tanmateix es practiquen alguns controls aleatoris per part de les policies italiana i de San Marino. El 2006, el Vaticà va considerar d'adherir-se a l'espai Schengen pels avantatges que representa compartir la informació i les activitats similars cobertes pel Sistema d'informació Schengen.
Mònaco, entre França i el Mediterrani, aplica l'acord Schengen per raó de la Unió duanera franco-monegasca prevista per diversos convenis internacionals. Les normes de Schengen s'hi apliquen de la mateixa forma que a França.
Liechtenstein és membre de la zona Schengen des del 19 de desembre de 2011. Des de 1919, Suïssa es fa càrrec de la protecció dels interessos dels ciutadans de Liechtenstein a l'estranger, i el principat té frontera oberta amb Suïssa i Àustria. En tant que membre de l'Espai Econòmic Europeu, aplica la llibertat de circulació de les persones de la Unió. Liechtenstein va demanar l'adhesió a l'Espai Schengen a la tardor 2005, les converses culminaren el 2008 i s'hi va adherir el 2011. Entre l'adhesió de Suïssa el 2008, i la de Liechtenstein, el trànsit entre els dos Estats era vigilat per càmeres de seguretat.
Andorra no forma part de l'espai Schengen i tant l'estat espanyol com el francès hi mantenen els controls. Els ciutadans dels Estats membres de la Unió europea han de portar un carnet d'identitat o un passaport per entrar a Andorra, mentre que els nacionals d'Estats tercers han de portar obligatòriament un passaport o equivalent. Els viatgers que han necessitat un visat per entrar a l'espai Schengen podran entrar a Andorra, però per sortir-ne necessiten que el visat permeti diverses entrades, ja que en fer-ho tornaran a penetrar a l'Espai Schengen a través d'una frontera exterior.

## Objectius

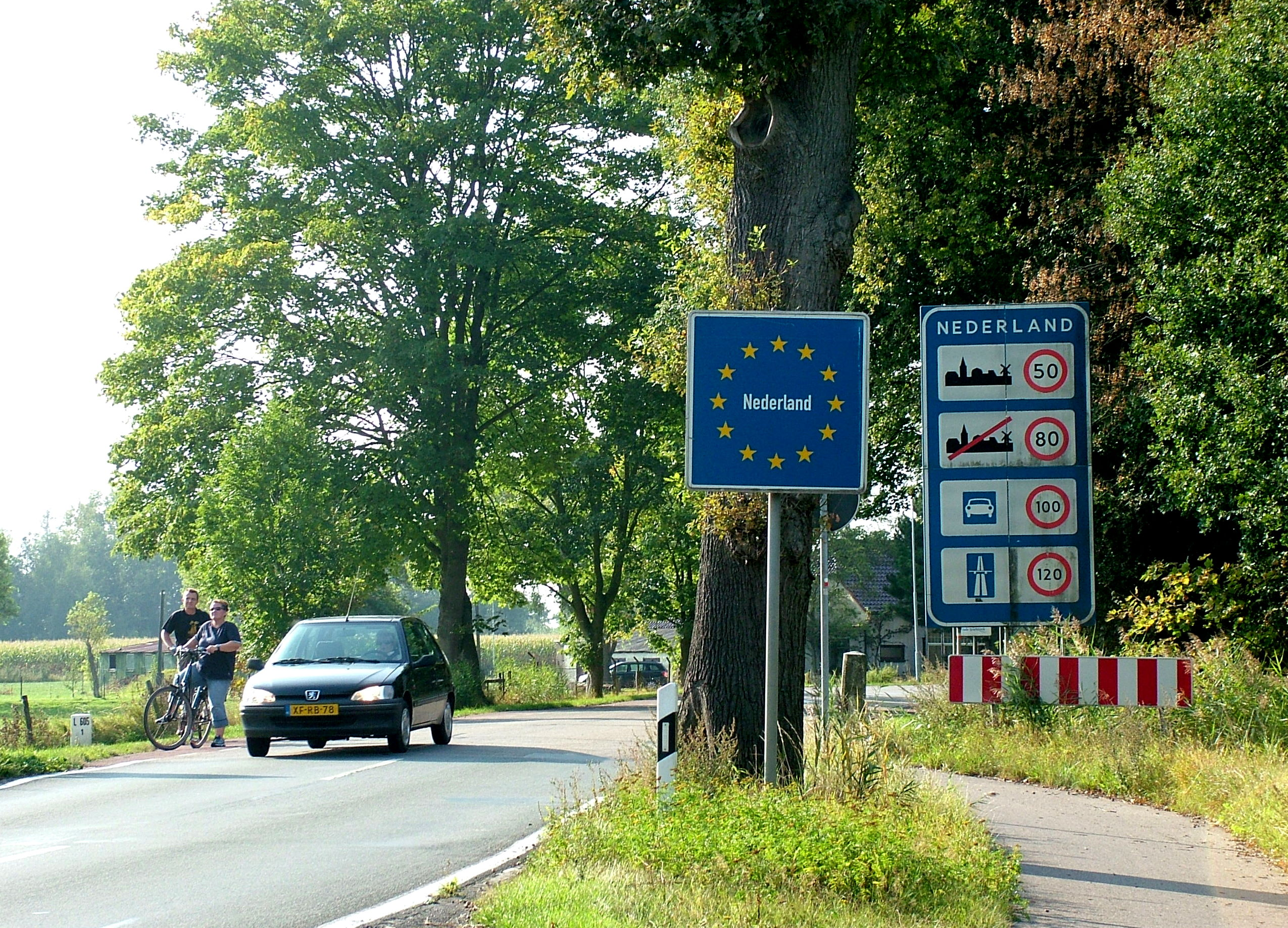
Un simple senyal indica l'entrada als Països Baixos des d'Alemanya.

L'objectiu dels Acords és la creació d'una zona de lliure circulació amb la supressió de les fronteres comunes dels països signants. Mitjançant aquests Acords, els estats van suprimir els controls de les fronteres comunes, bo i potenciant llurs fronteres externes per tal d'obstaculitzar la immigració il·legal des d'estats no membres de la Unió. No hi ha, per tant, fronteres internes. A més a més, els estats es comprometen a harmonitzar llurs normatives sobre prohibicions i restriccions i a adoptar les mesures necessàries per salvaguardar la seguretat.

## Contingut
La conseqüència d'una Europa sense fronteres, com a element indispensable per a una efectiva unitat europea, es deriva dels Acords de Schengen, que tracten fonamentalment de la supressió dels controls de les fronteres comunes entre els estats membres de la UE, per aconseguir la lliure circulació de mercaderies i serveis, així com l'establiment de mesures de col·laboració policial i judicial i harmonització de legislacions en matèria de visats, estupefaents, armes i explosius, etc.
Schengen suposa quelcom més que un simple tractat, ja que estableix termes nous amb un contingut més universal. Als efectes d'interpretació del contingut del tractat, s'entén per:
- Fronteres interiors: són les fronteres terrestres comunes de les parts contractants. També els aeroports, per a vols interiors, i ports quant a enllaços regulars entre aquestes parts.
- Fronteres exteriors: són les fronteres terrestres, marítimes i els aeroports, sempre que no siguin fronteres interiors.
- Vol interior: vol amb procedència o destinació als territoris de les parts contractants.
- Tercer estat: tot estat que no sigui part contractant.
- Estranger: tota persona que no sigui nacional dels estats membres.
- Pas fronterer: tot pas autoritzat per les autoritats competents per creuar les fronteres exteriors.

### Títol I: Definicions comunes
Aquest títol està dedicat a les definicions comunes:
- Les fronteres interiors estan constituïdes per les fronteres terrestres comunes entre els estats que subscriuen els Acords, els aeroports pel que fa als vols internacionals i els ports marítims amb relació als enllaços regulars de transbordadors amb procedència o destinació exclusivament a altres ports dels territoris dels estats contractants i que no efectuïn escala a ports aliens a aquests territoris.
- Les fronteres exteriors estan constituïdes per les fronteres terrestres i marítimes, aeroports i ports marítims dels estats contractants que no siguin fronteres interiors.
- Es considera estranger a qualsevulla persona que no sigui nacional dels estats membres de la Unió Europea.
- Pas fronterer és qualsevol pas autoritzat per les autoritats competents per creuar les fronteres exteriors.

### Títol II: Fronteres interiors i circulació de persones

Exigència de visa Schengen per a estances menors a tres mesos segons nacionalitat
Schengen - Estats membres.
Altres membres de la Unió Europea fora de la zona Schengen però vinculats per la mateixa política de visats i de territoris especials dels Estats membres UE i Schengen
Accés lliure sense visat als estats Schengen durant 90 dies. (EC 539/2001 Annex II)
Cal visat per entrar als estats Schengen. (EC 539/2001 Annex I)
Cal visat per al trànsit pels estats Schengen. (EC 810/2009 Annex IV)

Regula la supressió de controls a les fronteres interiors i la circulació de persones:
1. Pas de fronteres interiors
Les fronteres comunes podran creuar-se en qualsevol lloc sense que es faci cap mena de control a les persones. Les fronteres comunes no desapareixen, el que desapareix és el control fronterer per aconseguir la lliure circulació. Les fronteres encara existeixen com a límit de l'espai en què cada estat exerceix les seves competències i sobirania.
Desapareixen, doncs, els controls. Això no obstant, per motius de seguretat o d'ordre públic, poden posar-se en funcionament per qualsevol estat, prèvia consulta amb les altres parts contractants.
2. Pas de fronteres exteriors
2.1. Pas de persones
- Les fronteres exteriors només poden creuar-se pels passos fronterers i durant les hores d'obertura establertes.
- S'estableixen controls fixos que es realitzen als ports fronterers exteriors habilitats i durant les hores d'obertura establertes. Controls que s'efectuen sobre les persones, així com sobre els vehicles i objectes en poder de qui creua la frontera. La finalitat és:
  - Comprovar la documentació de qui pretén travessar la frontera
  - Investigar i detectar qualsevol tipus d'infracció
  - Prevenir amenaces per a l'ordre públic i la seguretat nacional dels estats contractants
- També s'estableixen controls mòbils. Es vigilen amb unitats mòbils els espais de les fronteres exteriors situats als països fronterers, així com els passos fronterers fora de les hores normals d'obertura. Aquests controls pretenen dissuadir persones no autoritzades a travessar la frontera, o l'elusió del pas fronterer. Les persones poden creuar, doncs, les fronteres exteriors:
  - Per passos fronterers
  - En hores d'obertura d'aquests passos
  - Amb documentació adequada (passaport o document de visatge vàlid)
  - Amb visat, si és preceptiu (s'estableix una política comuna sobre visats)
  - Justificant, en el seu cas, objecte i condicions d'estança
  - Per poder creuar no hauran de figurar en les llistes de persones no admissibles
  - Cal disposar de prou mitjans econòmics

2. Estança i circulació
- Política comuna de visats: el visat és una autorització d'un estat, estesa sobre passaport, títol de viatge o un altre document admès com a vàlid per al pas de fronteres, que n'habilita el titular a presentar-se als llocs fronterers i sol·licitar-hi l'entrada, permetent a l'estat conèixer la finalitat del viatge, durada i altres exigències que permeten esbrinar les intencions de qui sol·licita l'entrada. Poden ser:
  - De curta durada, per a estances inferiors a 3 mesos. Hi ha diverses modalitats: de trànsit, col·lectiu i de trànsit aeroportuari.
  - De llarga durada: són visats nacionals expedits per cada estat.
  - De validesa territorial limitada: visat excepcional, expedit sobre passaport, títol de viatge o un altre document vàlid per al pas de fronteres, per als casos en què només es permeti l'estança exclusivament en un estat membre, i cal efectuar l'entrada i sortida a través d'aquest estat.